# ویلیام هاردینگ
ویلیام هاردینگ (انگلیسی: William P. G. Harding; ۵ مهٔ ۱۸۶۴ – ۷ آوریل ۱۹۳۰) سیاست‌مدار اهل ایالات متحده آمریکا بود.
وی دومین رئیس بانک مرکزی آمریکا بود.